# Jurământul
„Jurământul” (spaniolă Pasión de gavilanes, trad. Pasiunea păsărarilor) este o telenovelă scrisă de către Julio Jimenéz și produsă de către Telemundo. Conține 188 de episoade și combină genuri: comediodramatic și romantic. Se bazează pe alta producție columbiană din 1994, „Las aguas mansas”.
„Jurământul” a fost un mare succes comercial fiind popular în multe țări, precum Argentina, China, Israel, Panama, Paraguay, Polonia, Puerto Rico, România, Rusia și Spania. A fost transmis în România de către Acasă TV.

## Sinopsis
Sinopsisul se concentrează pe două familii: Reyes (frați: Juan — Mario Cimarro, Franco — Michel Brown, Óscar — Juan Alfonso Baptista și sora lor, Libia — Ana Lucía Domínguez) și Elizondo (căsătorit cu Gabriela — Kristina Lilley și Bernardo — Germán Rojas, fiicele sale: Norma — Danna García, Jimena — Paola Andrea Rey și Sara — Natasha Klauss, și tatăl Gabrielei, Martín — Jorge Cao). Libia Reyes s-a îndrăgostit de  Bernardo, dar nu a știut că el este încă căsătorit și este un proprietar al unei haciende mari. Când Bernardo a murit în accident, Libia s-a sinucis. Frății săi au învinovățit familia Elizondo ca fiind cei care au asasinat-o pe  sora lor și au plănuit să se răzbune  dându-se drept muncitori în hacienda Elizondo. Subit, frății s-au îndrăgostit  de surorile Elizondo, dar nu erau acceptați de către Gabriela, proprietarul actual al haciendei. Imediat după exilarea fraților din hacienda, Norma a divorțat de soțul său, Fernando Escandón (Juan Pablo Shuk). Fernando s-a căsătorit din nou, acum cu Gabriela. Totuși, doamna Elizondo nu știe de adevăratele planuri ale soțului său nou...

## Distribuție

### Roluri principale
Familia Reyes
- Juan Alfonso Baptista — Óscar Reyes
- Michel Brown — Franco Reyes
- Mario Cimarro — Juan Reyes
- Ana Lucía Domínguez — Libia Reyes

Familia Elizondo
- Jorge Cao — Martín Acevedo
- Danna García — Norma Elizondo
- Natasha Klauss — Sarita Elizondo
- Kristina Lilley — Gabriela Acevedo Elizondo
- Paola Andrea Rey — Jimena Elizondo
- Germán Rojas — Bernardo Elizondo

Alți
- Ana Lucía Domínguez — Ruth Uribe
- Gabriela García — Juan David Reyes Elizondo
- Juan Pablo Shuk — Fernando Escandón

### Alte roluri
- Juan Sebastián Aragón — Armando Navarro
- Sebastian Boscán — Leandro Santos
- Fernando Corredor — Calixto Uribe
- María Margarita Giraldo — Raquel Santos de Uribe
- Gloria Gómez — Eva Rodríguez
- Carmenza González — Quintina Canosa
- Leonelia González — Belinda Rosales
- Clemencia Guillén — Carmela Gordi
- Jaime Gutiérrez — Genaro Salinas
- Raúl Gutiérrez — Jaime Bustillo
- Tatiana Jaregui — Dominga
- Zharick León — Rosario Montes
- Consuelo Luzardo — Melisa Santos
- Andrés Felipe Martínez — Malcolm Ríos
- Lorena Meritano — Dínora Rosales
- Lady Noriega — Pepita Ronderos
- Talú Quintero — Eduvina Trueba
- Pedro Roda — Olegário
- Víctor Rodríguez — Memo Duque
- Giovanni Suárez — Benito Santos
- Vilma Vera — Magnolia Bracho
- Carlos Vergara — polițist
- Guillermo Villa — preot Epifanio
- Andrea Villareal — Pancha López
- Luis Visbet — doctor Isonca